# Bureau des musulmans du Caucase

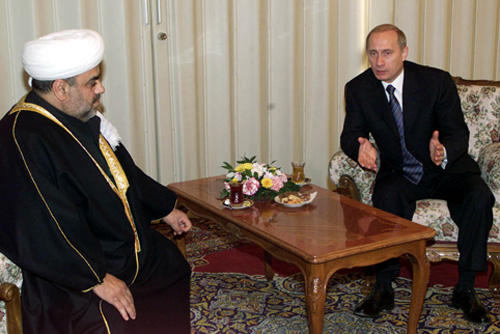
Cheikh-al-Islam Hadji Allahchukur Pachazadé lors d'une réunion avec le président russe Vladimir Poutine. (10 janvier 2001)

Le Bureau des musulmans du Caucase (jusqu'en 1992 - L'administration spirituelle des musulmans de la Transcaucasie) est la plus haute instance spirituelle et administrative des musulmans de la région transcaucasienne, situé à Bakou.

## Histoire
Le 14 avril 1944, il a été créé à l’initiative de la direction de l’URSS en tant qu’administration spirituelle des musulmans de la Transcaucasie. Après l'effondrement de l'URSS, il a reçu son nom actuel - Bureau des musulmans du Caucase.
En 1992, Hadji Allahchukur Pachazadé a été élu président du Conseil religieux suprême des peuples du Caucase par les chefs religieux d'Azerbaïdjan, de Géorgie, du Daghestan, Kabardino-Balkarie, Ingouchie, Tchétchénie, Karatchaïévo-Tcherkessie et Adyguée. Selon la charte, le responsable du Conseil spirituel des musulmans du Caucase devrait être chiite et son suppléant devrait être sunnite.
En 2003, Hadji Allahchukur Pachazadé a été élu à vie Cheikh-al-Islam au XIe Congrès des musulmans du Caucase.